# Експеримент CBM
CBM (Compressed Baryonic Matter - Стиснена баріонна речовина) - це майбутній експеримент з фіксованою мішенню, який буде функціонувати на базі прискорювача SIS-300 в GSI (Дармштадт, Німеччина). Його розробляють для дослідження зіткнень важких іонів при енергія 10-45 ГеВ/нуклон. При таких енергіях передбачається утворення найвищих баріонних густин. Експеримент СВМ буде досліджувати ті частини фазової діаграми квантової хромодинаміки, які не досліджуються на RHIC, SPS (ЦЕРН) і проекті ALICE, а саме області дуже високих баріонних густин та помірних енергій.
Згідно з Технічним звітом за 2005 рік встановлення перших компонентів детектора СВМ заплановане на 2012 рік, введення в експлуатацію — на 2014 рік, коли почне працювати SIS300. Початок експерименту — 2015 рік.
Станом на кінець 2008 року до складу колаборації CBM входять: Німеччина, Індія, Росія, Польща, Україна, Китай, Корея, Угорщина, Чехія, Румунія, Хорватія, Франція, Кіпр, Норвегія, Португалія.

## Фізика експерименту
В лабораторії високоенергетичну ядерну речовну з високою густиною можна генерувати в широкому діапазоні температур та густин за допомогою зіткнень атомних ядер при високих енергіях. В області зіткнення речовина є стиснутою та гарячою протягом дуже короткого періоду часу. Якщо енергії фаєрбола достатньо, то основну роль починає відігравати кварк-глюонна підструктура ядра. Спочатку ядра збуджуються до короткоживучих станів (баріонних резонансів), які розпадаються шляхом випромінювання мезонів. При вищих температурах починають утворюватися баріон-антибаріонні пари. Ця суміш баріонів, антибаріонів та мезонів (всі сильно взаємодіючі частинки) в загальному називається адронною матерією чи баріонною матерією, якщо переважають баріони. При вищих температурах чи густинах баріони розплавляються, і їхні складові (кварки та глюони) можуть вільно рухатися, утворюючи нову фазу ― Кварк-Глюонну Плазму (КГП).
Передбачається, що дуже великі баріонні густини, які порівняні з густиною в ядрі нейтронних зір, будуть досягненні у зіткненнях важких іонів при середніх енергіях пучка. Майбутня Установка для Антипротонних та Іонних Досліджень (FAIR) в Дармштадті (Німеччина) буде забезпечувати енергію ядерного пучка до 45 ГеВ/нуклон. Тому ядерно-ядерні зіткнення при енергіях FAIR добре підходять для вивчення фазової діаграми КХД при високих баріонних густинах. Ґраткові обчислення КХД при скінченних температурах і баріонному хімічному потенціалі передбачають, що критична точка буде супроводжуватися фазовими переходами першого порядку. Все ж, ключове питання в тому, де ці переходи першого порядку та критична точка розташовані на фазовій діаграмі, і які енергії бомбардування є найбільш відповідними для створення стану фазового переходу в зіткненнях важких іонів. Попередні передбачення кажуть, що переходи першого роду та критична точка досягаються при низьких FAIR енергіях.
Структура гарячої та густої адронної матерії, що утворюється при енергетичних зіткненнях важких іонів, дуже впливає на спектральні властивості адронів та їх взаємодій. Тому дослідження адронних збуджень проллє світло на стан всередині фаєрбола. Використовуючи електромагнітне випромінювання як датчик, можна досліджувати внутрішні модифікації векторних мезонів. Дилептонні спостереження акумулюють інформацію про всю історію зіткнення, тим самим забезпечують неспотворене розуміння гарячої та густої фази.
Складнощі є в ідентифікації сигналів партонної фази, сумісної фази і критичної точки, які зазнають адронізації. Очевидно, що спостережувані величини, які генеруються на ранній стадії зіткнення і слабко взаємодіють з іншими частинками впродовж еволюції фаєрбола, є найбільш багатообіцяючими кандидатами в цьому відношенні.
Однією із спостережуваних величин, яка рано розвивається, є еліптичний потік, який залежить від анізотропної форми фаєрбола в координатному просторі. Важливим питанням є те, чи адронний еліптичний потік пам'ятає своє партонне походження, як це було передбачено за допомогою даних, отриманих на RHIC: спостережена інтенсивність еліптичного потоку визначається не адронною масою, а скоріше кількістю складових кварків, незалежно від вмісту кваркових ароматів. Чи обривається ця залежність нижче певної енергії пучка? Відповідь на це запитання вимагає сканування енергією пучка еліптичного потоку піонів, каонів, φ-мезонів, D-мезонів, чармоніїв, так як і для нуклонів, мультидивних гіперонів і чарівних гіперонів (включаючи античастинки).
Дисоціація чармоніїв, зумовлена Дебаївським екрануванням в КГП, запропонована як сигнал фази деконфайнменту. Ґраткові обчислення КХД передбачають різні температури дисоціації для різних станів чармонію. Як наслідок, спостереження послідовного розплавлення ψ′ і J/ψ мезонів може бути корисним як індикатор проявлення деконфайнменту.
Інші чутливі сигнали про структуру сильно взаємодіючої матерії це коефіцієнт дифузії чарму, який відрізняється для КГП порівняно з адронною фазою. Відносний вихід адронів, що містять чарівний кварк (D+, D-, D0, Ds, J/ψ, ψ′, Λc), можуть дозволити виявити адронною чи партонною була рання фаза. 
Кореляції частинок ― зокрема кореляція дивних частинок ― могла б слугувати індикатором для змішаної фази, яка, очікується, спричинятиме скупчення частинок в спінодальній області. Нестатистичні флуктуації заряду, розповсюдження частинок чи середнього поперечного імпульсу, виміряних від події до події пропонується як сигнал критичної опалесценції, яка може виникати у критичній точці.

## Програма досліджень
Програма досліджень на СВМ зосереджена на :
- вивчення рівняння стану густої баріонної матерії;
- дослідження межі між адронною та партонною матеріями (включно з критичною точкою КХД);
- пошук модифікацій адронних властивостей в густому баріонному середовищі і відновлення хіральної симетрії.

## Техніка експерименту
Основна експериментальна складність — це ідентифікація D-мезонів, яка базується на відборі вторинних вершин з високою точністю. Експериментальні труднощі ― відібрати рідкісні події у зіткненнях важких іонів з множинністю заряджених частинок порядку 1000 на одну центральну подію при інтенсивності реакції до 10 МГц. Такі вимірювання вимагають швидких та радіаційно стійких детекторів, швидкої електроніки, яка б містила у собі тригери, надшвидкої системи збору даних, яка базується на повній трековій реконструкції.

## Прискорювачі та їх характеристики
Міжнародна Установка для Антипротонних та Іонних Досліджень FAIR була запропонована GSI. Цей новий прискорювальний комплекс буде значним доповненням до існуючої системи прискорювачів в GSI і забезпечуватиме пучки частинок від протонів та антипротонів до іонів урану. Центральною частиною FAIR є надпровідний двокільцевий синхротрон та система накопичувальних кілець.
Існуючий прискорювальний комплекс складається з універсального лінійного прискорювача (UNILAC), синхротрона для важких іонів (SIS18) і експериментального накопичувального кільця (ESR). Модифіковані UNILAC та SIS18 будуть інжекторами для майбутніх прискорювачів.
Прискорювальна установка складатиметься з двокільцевого синхротрона SIS100 та SIS300 і комплексу з 4 накопичувальних кілець (CR, RESR, NESR, HESR), які забезпечуватимуть прискорення/сповільнення частинок пучка (див. Рис. 2). Ці системи спроектовані для прискорення та акумулювання високо інтенсивних іонних та протонних пучків. Протонний пучок, попередньо прискорений новим протонним лінійним прискорювачем, в основному буде використовуватися для продукування антипротонів.
SIS100 — основний прискорювач FAIR, який буде забезпечувати 2*109 U92+-іонів, як проміжний накопичувач для SIS300, для досліджень з високоенергетичними ядерними зіткненнями.
SIS300 буде забезпечувати енергію 35-45 ГеВ/нуклон в залежності від відношення маси до заряду іонів (зокрема U92+-іони матимуть енергію 34 ГеВ/нуклон).

## Детектор експерименту
Детекторна система СВМ-експерименту містить різні компоненти. Всередині великого зазору у дипольному магніті розташовані Кремнієва Трекерна Система (STS) та Мікровершинний детектор (MVD). Кремнієві детектори мають забезпечувати реконструкцію треків, визначення первинних та вторинних вершин і визначення імпульсу. Масив детекторів великої площі складають Резистивні Плоскі Камери (RPC), що слугують для адронної ідентифікації вимірюванням часу прольоту частинок з великою точністю. Фрагменти бомбардуючих частинок будуть детектуватися за допомогою адронного калориметру. Калориметри базуються на «шашличній» технології свинець/сцинтилятор. Електрон-позитронні пари з розпаду легких векторних мезонів будуть ідентифікувати за допомогою RICH-детектора та Детекторів Перехідного Випромінювання (TRDs). RICH-детектор буде сконструйовано так, щоб можна було замінити його на мюонну детектуючу систему, що складається з прошарків адронних поглиначів (зроблених із заліза) та прошарків трекових детекторів великої площі.

## Мікровершинний детектор (МВД) та Кремнієва Трекова Система (КТС)
МВД необхідний для визначення вершин відкритих чармів, що вимагає прецизійної точності. МВД буде складатися з двох ультратонких детекторних прошарків, що базуються на монолітних активних піксельних сенсорах (МАПС), і буде розташовуватись у вакуумі безпосередньо за мішенню. Такий тип сенсорів забезпечує мінімальні масу детектора і достатню просторову роздільну здатність для високопрезиційного визначення вершин (див. Рис. 4). Важливим спостережуваним об’єктом є D-мезон («відкритий чарм»), реконструкція якого буде здійснюватися за розпадами D0→π+K- та D+→K- π+ π+, які відбуваються на відстані кілька сотень мікрон від первинної вершини. Досягнута роздільна здатність для вторинної вершини (50-60 мкм) дозволяють детектування D0 (cτ=123 мкм) та D+ (D-) (cτ=312 мкм). Але радіаційна стійкість та швидкість зчитування не задовольняють вимог СВМ на даний час. 
Масив кремнієвих детекторів КТС повинен реконструювати треки для сотень заряджених частинок, що утворюються в зіткненнях важких іонів, та визначати їх імпульси з роздільною здатністю ∆p⁄p≈1 % при 1 ГеВ/с. Детекторні станції з геометричним аксептансом від 50 до 500 мрад установлено в 1-метровому зазорі в полі дипольного магніту з магнітною жорсткістю 1 Тл·м. Таке розташування забезпечує необхідну роздільну здатність по імпульсу. Перша піксельна станція знаходиться на відстані 5 см від мішені і має площу 25 см², остання — на відстані 100 см і покриває 1 м². Перші дві станції складаються з монолітних активних піксельних детекторів (МАПС) і розташовані безпосередньо за мішенню. Наступні дві станції гібридного типу, у них піксельні детектори розташовані лише навколо іонопроводу, де густина треків найбільша, а на периферії стріпові детектори. Чотири інші трекові станції (активна площа порядку 1,5 м²) будуть побудовані з двосторонніх мікростріпових детекторів. Структурні одиниці детекторних станцій: для піксельних станцій — сегменти квадратних пікселів зі стороною 50 мкм, для стріпових — крок 50 мкм, стереокут 15º. 
Для трековий станцій розробляються мікростріпові детекторні модулі — структури з двосторонніх мікростріпових сенсорів, що розміщуються на підтримуючій драбині та зчитуються на периферії станції. Модуль розділено на кілька секторів різної довжини, які складаються або з одного сенсора з короткими стріпами, або з групи послідовно з’єднаних сенсорів. Ближче до іонопроводу стріпи коротші (1-5 см), у той час як на великих відстанях від осі пучка довжина стріпів сягає 50 см. Аналогові сигнали зі стріпа кожного сенсора зчитуються окремо на кожній стороні модуля за допомогою довгих пласких кабелів та передаються до зчитувальної електроніки на периферію детекторних станцій, де буде розташоване допоміжне обладнання та охолоджувальна техніка, і далі — у систему накопичення та обробки даних експерименту СВМ.

## Ідентифікація адронів за допомогою методу часу прольоту
Ідентифікація піонів, каонів та протонів, що виникають близько біля точки взаємодії, буде забезпечуватися за допомогою часопрольотної системи, що розташована за мішенню на відстані 10 м. Вимірювання потоку та флуктуацій відношення виходу частинок подія-від-події забезпечуватиметься великим (≈2π) і майже однорідним аксептансом, тому має бути покрита велика площа (120 м²). Роздільна здатність по часу 80 пс дозволяє відділяти каони та піони з імпульсом до 3,5 ГеВ/с.
Система часу прольоту реалізується за допомогою часової Резистивної Плоскої Камери, яка дозволяє покрити велику площу за помірну ціну.

## Ідентифікація електронів на RICH та детекторі перехідного випромінювання
Для ідентифікації електронних пар СВМ використовує комбінацію RICH з кількома станціями детекторів перехідного випромінювання (ДПВ). Пізніше буде об’єднано реконструкцію треків в КТС з часопрольотним детектором та електронним калориметром. RICH буде розташовуватись відразу за КТС. Черенковські фотони, утворені в радіаторі, будуть фокусуватися на кола на двох вертикальних окремих пластинах, які будуть захищені від прямих треків за допомогою магніту. ДПВ складається з 12 детекторних станцій, які згруповані по 3 станції і зчитуються за допомогою багатодротинкових пропорційних камер. Знову ж проблема з високою густиною хітів: 150 кГц/см². 
Поєднання RICH та ДПВ дозволяє досягнути ефективності 70-80 % для електронів з імпульсом більшим за 1 ГеВ/с.
Відкинувши переважну кількість адронів, маломасивні диелектронні вимірювання все ще мають великий фізичний фон. На відміну від попередніх диелектронних експериментів, СВМ ідентифікує електрони після магнітного поля, забезпечуючи таким чином гарну роздільну здатність по інваріантній масі, але це ж призводить і до того, що м’які фонові треки будуть виходити за межі аксептансу, тоді як їх партнери будуть робити внесок у комбінаторний фон. Тому необхідна обережна стратегія відбору подій та використання тонких мішеней.

## Димюонні вимірювання в абсорбуючій системі
Альтернативним до дилептонного розпаду є димюонний розпад векторного мезона. Діапазон мас менший за двомюонний поріг недоступний для цього методу, але мюонні вимірювання мають значно менший фон, порівняно з електронними. Складність мюонних вимірювань полягає в з’єднанні мюонних треків після поглинача з величезною кількість треків заряджених частинок, реконструйованих в КТС. Будуть використані кілька детекторних шарів, між якими будуть прошарки залізних поглиначів. Мюонний детектор буде розташовуватися на місці RICH-детектора. Вся зовнішня детекторна система (ДПВ, часопрольотний детектор, електромагнітний калориметр) може слугувати для додаткового подавлення фону з неправильно визначених треків.